# 竹原均
竹原 均（たけはら ひとし、1963年 - ）は、日本の経済学者。早稲田大学大学院経営管理研究科教授、三菱UFJアセットマネジメント取締役。元日本ファイナンス学会会長。日経・経済図書文化賞受賞。

## 経歴・人物
長野県生まれ。筑波大学第三学群社会工学類卒業後、1989年筑波大学大学院社会工学研究科博士課程単位取得退学。大学院在学中の1988年に日本オペレーションズリサーチ学会第6回学生論文賞を受賞。1993年筑波大学博士（経営工学）。
1989年エムティービーインベストメントテクノロジー研究所入社。筑波大学大学院システム情報工学研究科助教授、早稲田大学大学院ファイナンス研究科教授を経て、2016年早稲田大学大学院経営管理研究科教授。2018年三菱UFJ国際投信取締役。
この間から2010年日本ファイナンス学会会長。久保田敬一との共著“Reform and Price Discovery at the Tokyo Stock Exchange: From 1990 to 2012”で、2016年度第59回日経・経済図書文化賞受賞。

## 著作

### 著書
- 『ポートフォリオの最適化』朝倉書店 1997年
- 『株式市場の流動性と投資家行動 : マーケット・マイクロストラクチャー理論と実証』（太田亘, 宇野淳と共著）中央経済社 2011年
- "Reform and price discovery at the Tokyo Stock Exchange : from 1990 to 2012"（久保田敬一と共著）パルグレイブ・マクミラン 2015年

### 訳書
- ジョナサン・バーク, ピーター・ディマーゾ 著『コーポレートファイナンス 入門編』（久保田敬一, 芹田敏夫, 徳永俊史と共訳）ピアソン桐原 2011年
- ジョナサン・バーク, ピーター・ディマーゾ 著『コーポレートファイナンス 応用編』（久保田敬一, 芹田敏夫, 徳永俊史, 山内浩嗣と共訳）ピアソン桐原 2013年